# Myra Marx Ferree
Myra Marx Ferree (nascida em 10 de outubro de 1949) é professora de sociologia e diretora do Centro de Estudos Europeus na Universidade de Wisconsin–Madison, onde ela também integra o Programa de Estudos de Gênero. Ela escreveu numerosos artigos sobre organizações feministas e a política nos EUA e Alemanha, bem como sobre a desigualdade de gênero nas famílias, a inclusão de gênero na teoria sociológica e as interseções de gênero com raça e classe. Ela recebeu o Prêmio Jessie Bernard (a mais alta honra da sociologia sobre gênero); ela foi vice-presidente da Associação Americana de Sociologia e editora-adjunta de seu principal jornal, American Sociological Review. Seu trabalho atual concentra-se em comparações entre os movimentos feministas da Alemanha e EUA e o desenvolvimento das políticas de gênero desde 1960, bem como o desenvolvimento de feminista identidades transnacionais de organizações de mulheres.

## Obras (seleção)
- Global Feminism: Transnational Women's Activism, Organizing, and Human Rights, New York : New York University Press, 2006 (eds. com Aili Mari Tripp)
- Shaping Abortion Discourse: Democracy and the Public Sphere in Germany and the United States, Cambridge University Press, 2001 (eds. com William Anthony Gamson, Jürgen Gerhards e Dieter Rucht)
- Controversy and Coalition: The New Feminist Movement Across Four Decades of Change, Routledge Press, 1995 (com Beth Hess)
- Revisioning Gender, Alta Mira Press, 1998 (eds. com Judith Lorber e Beth Hess)
- Feminist Organizations: Harvest of the New Women's Movement, Temple University Press, 1995 (eds. com Patricia Yancey Martin)